# The Beat Club, Bremen
The Beat Club, Bremen is het derde in een reeks livealbums van de Britse groep King Crimson.

## Geschiedenis en bezetting
Alhoewel in hetzelfde jaar opgenomen als Live at Jacksonville is de bezetting compleet anders. Behalve Fripp (de spil van KC) zijn er andere musici:
- Robert Fripp - gitaar, mellotron
- David Cross - viool, mellotron
- John Wetton - basgitaar, zang
- Bill Bruford - drums
- Jamie Muir - onder andere percussie

De muziek gaat veel meer terug naar de improvisatie; hetgeen met de vorige bezetting niet goed lukte. Alhoewel het er op leek dat er een stabielere groep stond, bleek dat achteraf niet het geval.

## Composities
1. Improv: The Rich Tapestry of life
2. Exiles
3. Larks' Tongue in Aspic (part I)

## Trivia
- Het was het laatste optreden van een korte tournee.
- Fripp en Bruford onderhouden jarenlang een knipperlichtrelatie op muzikaal gebied;
- Jamie Muir was zo'n spring-in-'t-veld, dat men niet zeker wist of hij er bij elk optreden bij zou zijn; zijn apparatuur en bewegingsruimte nam (als hij meespeelde) de meeste podiumruimte in.

Jaren 60: mei, juni 1969; Marquee Londen · 5 juli 1969; Hyde Park Londen · 21/22 november 1969; San Francisco
Jaren 70: 11 mei 1971; Plymouth · 10 augustus 1971; Marquee Londen · 16 oktober 1971; Brighton · 13 december 1971; Detroit · 26 februari 1972: Jacksonville · 27 februari 1972;Orlando · 12 maart 1972; Denver radio · 13 maart 1972; Denver live · 27 maart 1972; Boston · 13 oktober 1972; Frankfurt am Main · 17 oktober 1972; Bremen · 13 november 1972; Guildford · 15 november 1973; Zürich · 29 maart 1974; Heidelberg · 30 maart 1974; Mainz · 1 april 1974: Kassel · 24 juni 1974, Toronto· 1 juli 1974, New York
Jaren 80: 30 april 1981; Bath · 30 juli 1982; Philadelphia · 2 augustus 1982; New York · 13 augustus 1982; Berkeley · 25 augustus 1982; Cap D’Agde · 29 september 1982; München · 17-30 januari 1983; studiowerk · mei-november 1983
Jaren 90: VROOOM sessies;april/mei 1994; studio · 1 juli 1995; Wiltern · 20-25 november 1995; Broadway · 29 november 1995; Chicago · 26 augustus 1996; 2e maal Philadelphia · mei 1997; Nashville studio · 1-4 december 1997 (P1) · 4 juni 1998; Chicago (P2) · 1 juli 1998; Northampton (P2) · 1 november 1998; San Francisco (P4) · 25 maart 1999; Austin (P3)
Jaren vanaf 2000: 11 juni 2000; Warschau · 9/10 november 2001; Nashville live · 3 maart 2003: Alexandria (P3) · april 2003 · najaar 2003; Japan · 20 juni 2003; Milaan · 16 november 2003; New Haven ·  28 juni 2017; Chicago